# Хоонадэ

Хоонадэ и девочка (иллюстрация из «Ёкай-энциклопедии»)

Хоонадэ (яп. 頬撫で) — ёкай, «призрак руки» в японском фольклоре. Когда путник идёт через долину в середине ночи, то неожиданно появляются бледные руки, которые поглаживают его по щеке. Это и есть хоонадэ, который, если не учитывать страх от неожиданных ласк, другого вреда людям не причиняет.
Описан фольклористами по рассказам из селения Доси в префектуре Яманаси. Считается, что привидение обитает также на горе Такао возле Токио.
Кроме того имеются свидетельства из посёлка Икэда в префектуре Нагано о «холодных ладонях, которые прикасаются к лицу» ночного прохожего. Сходные истории про призрачные руки, поглаживающие припозднившихся путников, встречаются и в других районах Японии.